# Negrilică

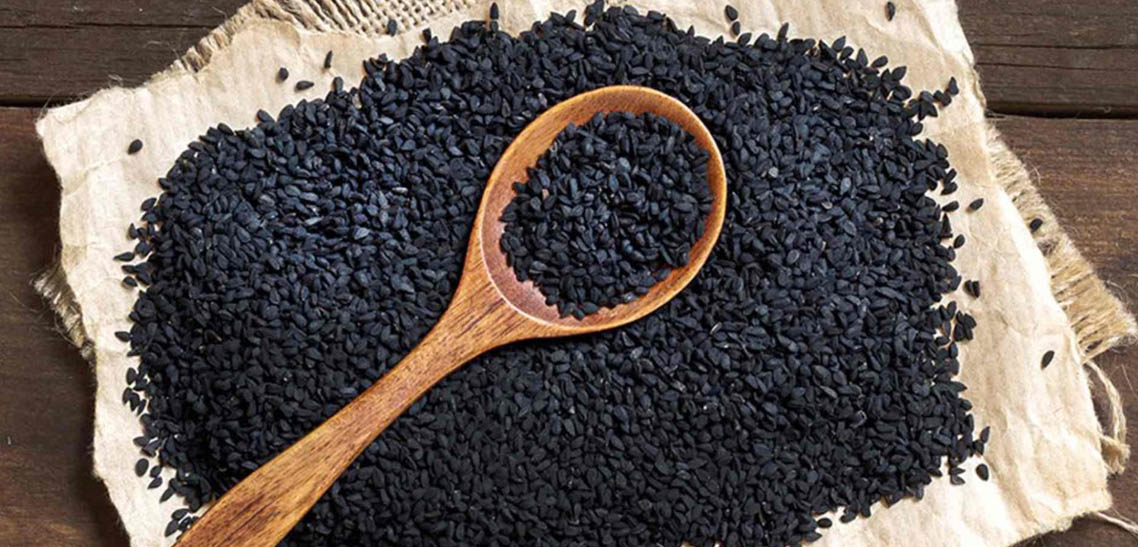
semințe de negrilică

Negrilica (nume științific nigella sativa), cunoscut de asemenea sub numele de chimen negru, sămânță neagră, kalonji și haba al-barakah (numele arab), este o plantă cu flori anuală din familia Ranunculaceae, nativă din sudul și sud-vestul Asiei.
Primul document scris despre această plantă este Vechiul Testament, cartea lui Isaia 28:25, 27.

## Nume
Planta mai este numită cenușcă sau negrușcă de cultură.
Semințele plantei sunt numite de către vorbitorii de limba engleză ca susan negru, coriandru roman, chimen negru, sau sămanța cepei.

## Utilizări
În industria alimentară, semințele de negrilică se utilizează drept condiment la prepararea brânzeturilor, recomandându-se prăjirea lor înainte.